# Publiczny list zastawny
Publiczny list zastawny – papier wartościowy imienny lub na okaziciela, którego podstawę emisji stanowią wierzytelności banku hipotecznego z tytułu:
1) kredytów w części zabezpieczonej wraz z należnymi odsetkami, gwarancją lub poręczeniem Narodowego Banku Polskiego, Europejskiego Banku Centralnego, rządów lub banków centralnych państw członkowskich Unii Europejskiej, Organizacji Współpracy Gospodarczej i Rozwoju, z wyłączeniem państw, które restrukturyzują lub restrukturyzowały swoje zadłużenie zagraniczne w ciągu ostatnich 5 lat, oraz gwarancją lub poręczeniem Skarbu Państwa
2) kredytów udzielonych podmiotom wymienionym w pkt 1, albo
3) kredytów w części zabezpieczonej wraz z należnymi odsetkami, gwarancją lub poręczeniem jednostek samorządu terytorialnego oraz kredytów udzielonych jednostkom samorządu terytorialnego.